# Batalla de Mosul (2016-2017)
La batalla de Mosul (en árabe: معركة الموصل) fue una gran ofensiva militar lanzada por fuerzas del Gobierno iraquí y las milicias aliadas, junto con tropas kurdas y contando con apoyo de fuerzas de la coalición internacional (encabezadas por Estados Unidos, Francia y Reino Unido) con el objetivo de conquistar la ciudad iraquí de Mosul, que estuvo en las manos del grupo terrorista Estado Islámico (abrev. ISIS o Dáesh).
La campaña terrestre contra la ciudad fue iniciada formalmente el 16 de octubre, como paso siguiente a ofensivas iniciales para tomar la región que comenzaron el 24 de marzo de 2016.
La batalla de Mosul fue considerada crucial en la marcha de la guerra contra el Estado Islámico, después de la caída de la ciudad en manos de los terroristas en junio de 2014. Para retomar la región, el gobierno iraquí movilizó la mayor fuerza de combate del país desde la invasión del país en 2003. Fue el desdoblamiento final de dos grandes ofensivas lanzadas por fuerzas iraquíes, una en 2015 y otra en 2016. 
Luego de más de 8 meses de combates, el 8 de julio de 2017, la ciudad fue reconquistada por las fuerzas iraquíes y sus aliados, el 9 de julio el primer ministro de Irak Haider al-Abadi proclamó la victoria contra Estado Islámico en Mosul, aunque algunas escaramuzas entre ambos bandos se siguen presentando en barrios centrales y periféricos de la ciudad.

## Este de Mosul (octubre de 2016-enero de 2017)
La batalla comenzó con unos avances más rápidos de los esperados y en diez días las tropas kurdas lograron llegar a la ciudad de Mosul junto a las tropas iraquíes. A partir de entonces estos lograron un rápido avance sobre el territorio del Estado Islámico y las tropas del EI empezaron a perder las posiciones. Hacia el 12 de noviembre los iraquíes conquistaron gran parte de su territorio y la batalla en la ciudad de Mosul se estancó, aunque con avances.
Se le considera una de las mayores batallas de la guerra civil iraquí. Según el liderazgo kurdo, las fuerzas de EI han sufrido cuantiosas bajas mientras que los aliados han reportado numerosos progresos en su marcha contra la ciudad. Para el 3 de diciembre, el Ejército iraquí y los peshmerga kurdos recapturan 5700 km² y 369 asentamientos al EI.
El 29 de enero de 2017 el ejército iraquí ya tenía el control de todo el este de Mosul, poseyendo ya más de un 50 % y preparándose para capturar el resto del casco urbano en los siguientes días.

## Oeste de Mosul (febrero de 2017-julio de 2017)
El 23 de febrero el ejército iraquí ocupa el aeropuerto de Mosul. El 24 de febrero se reanuda la ofensiva sobre la mitad occidental de la ciudad.
El 26 de febrero se anuncia la entrada en la ciudad desde sur a través de los distritos de al-Tayran y Wadi Hajar, se reportan ataques con drones en el distrito de al-Mamun.
El 1 de marzo el califa del EI, Abu Bakr al-Baghdadi, ordena a sus combatientes abandonar Mosul. Se presumió que pudo haber estado escondido a las afueras de Mosul en un búnker subterráneo, rodeado en todos los frentes. Para el 10 de marzo de 2017 se estima que Al Baghdadi huyó de Mosul y Tal Afar a sus bases originales dejando el mando a sus jerarcas militares y dándoles instrucciones sobre cómo continuar y hacer frente a las amenazas de la ofensiva iraquí.
El 21 de junio, ante el avance del Ejército iraquí, el Estado Islámico destruye la Gran mezquita de Al-Nuri del siglo XI, en la que se declaró el califato de Dáesh en 2014 y que iba a usarse como símbolo de la liberación.
A pesar de que el 26 de junio Dáesh recuperó algunos barrios ya liberados en el oeste de la ciudad, se aprecia un gran avance en el casco histórico y algunos altos mandos del ejército consideran que la batalla podría acabar «en días».
El 29 de junio de 2017, las fuerzas iraquíes capturaron casi por completo la ciudad de Mosul recuperando la mezquita Al Nuri. Solo quedaron algunos focos de una débil resistencia yihadista. Al borde de la derrota en Mosul, la organización terrorista ha trasladado su capital a la ciudad de Tal Afar dentro de Irak. 
Luego de 8 meses de combates finalmente Mosul fue completamente liberada del Daesh y reconquistada por las fuerzas armadas iraquíes el 9 de julio de 2017. Según datos de la ONU, la liberación de Mosul ha provocado 80 000 muertos y heridos y el desplazamiento de casi 900 000 personas.

## Civiles en el conflicto
Había cerca de 1,5 millones de civiles viviendo en la ciudad en el comienzo de la batalla. Debido al fuego cruzado, la situación humanitaria en la región se deterioró. Hay reportes del uso de civiles como escudos humanos por parte de EI, y de abundantes víctimas entre la población durante los enfrentamientos.